# Rue Paul-Langevin
La rue Paul-Langevin est une voie marseillaise située dans le 13e arrondissement de Marseille. 

## Situation et accès
Elle démarre chemin de Notre-Dame-de-la-Consolation, à proximité des dépôts RTM de la Rose, longe par l’ouest le technopôle de Château-Gombert jusqu’à se terminer sur un rond-point où se trouve le chemin de Château-Gombert.

## Origine du nom
La rue doit son nom à Paul Langevin (1872-1946), physicien, philosophe, scientifique et pédagogue français.

## Historique
Son nom actuel est choisi par délibération du Conseil municipal du 30 mars 1990. Elle se nommait auparavant « traverse du Caribou ».

## Bâtiments remarquables et lieux de mémoire
- Au numéro 3 se trouve le dépôt d’autobus RTM de la Rose.